# Ptychamalia sara
Ptychamalia sara är en fjärilsart som beskrevs av Louis Beethoven Prout 1932. Ptychamalia sara ingår i släktet Ptychamalia och familjen mätare. Inga underarter finns listade.